# Río Yelcho
Río Yelcho är ett vattendrag  i Chile.   Det ligger i regionen Región de Los Lagos, i den södra delen av landet, 1 100 km söder om huvudstaden Santiago de Chile. Vattendraget mynnar ut i Golfo Corcovado i Stilla havet. 
Omgivningen kring Río Yelcho är nästan  obefolkad, med mindre än två invånare per kvadratkilometer.